# ریک مرکلو
ریک مرکلو (انگلیسی: Rick Merlo؛ زادهٔ ۵ اوت ۱۹۸۲) ورزشکار واترپلو اهل ایالات متحده آمریکا است.
وی در مسابقات کشوری و بین‌المللی در مجموع برندهٔ ۱ مدال نقره شده‌است.